# 2010年の日本シリーズ
2010年の日本シリーズ（2010ねんのにっぽんシリーズ、2010ねんのにほんシリーズ）は、2010年10月30日から11月7日まで開催された中日ドラゴンズと千葉ロッテマリーンズによる第61回プロ野球日本選手権シリーズである。

## 概要
ロッテは「プロ野球史上最大の下剋上」を合言葉に、史上初めてリーグ戦3位からパ・リーグのクライマックスシリーズを勝ち上がった。一方の中日は、セントラル・リーグはリーグ戦を優勝し、クライマックスシリーズでも勝利した。中日対ロッテの日本シリーズは1974年以来2度目。2005年以来5年ぶりに屋外球場での開催となった。
ロッテが4勝2敗（1分）で5年ぶり4度目の日本一達成。中日の落合博満監督とのロッテOB対決を制したロッテの西村徳文監督は就任1年目で日本一となり、初年度での日本一は史上9人目。また西村はパ・リーグでは初めてリーグ優勝経験なしでシリーズ優勝を果たした監督となった。
ロッテは全7試合で76安打をマークし、これは7試合制シリーズのチーム最多安打新記録となった。
今シリーズの入場料収入は12億5457万円。選手・監督らへの分配金はロッテが9877万4884円、中日が6584万9923円。球団への分配金は両球団とも2億8838万6934円であった。

## 対戦日程
- 10月30日 - 第1戦 ナゴヤドーム
- 10月31日 - 第2戦 ナゴヤドーム
- 11月2日 - 第3戦 千葉マリンスタジアム
- 11月3日 - 第4戦 千葉マリンスタジアム
- 11月4日 - 第5戦 千葉マリンスタジアム
- 11月6日 - 第6戦 ナゴヤドーム
- 11月7日 - 第7戦 ナゴヤドーム

試合開始時刻はナゴヤドーム開催分がすべて18:10、千葉マリンスタジアムでは第3・5戦は18:30、第4戦は18:15。
パ本拠地（千葉マリン）で開催された第3・4・5戦は、指名打者制を採用して行われた。
雨天等による中止の場合、当初は例年通りに第5戦まではその球場で1日ずつ順延で第5・6戦の間の移動日なしとしていた。ところが、ナゴヤドームでの第1・2戦開催予定日付近に台風14号の接近が予想され、この年は地上波の全国テレビ中継のない試合が最大3試合（第1・2・5戦）あることを踏まえ、第2戦までに中止があった場合には第2・3戦の間の移動日なし（第5・6戦の間の移動日はあり）と10月28日に変更した。しかし、第1戦から第5戦までの最大5連戦となる可能性があったものの、台風の影響が軽微だったため日程変更は行われなかった。
第7戦で中日が勝利または引き分けの場合には、第7戦までの対戦成績が中日勝利なら両チームともに3勝3敗1分け、引き分けの場合はロッテの3勝2敗2分けとなるため、1986年以来シリーズ史上2度目となる「第8戦」が翌11月8日にナゴヤドームで開催されることになっていた。決着が9戦目以降にもつれ込んでいた場合、11月9日を移動日として、11月10日に千葉マリンスタジアムで「第9戦」が開催されることになっていた。

## クライマックスシリーズからのトーナメント表
|  | CS1st                  | CS1st   |                                                     |         | CSファイナル     | CSファイナル |                    |         | 日本選手権シリーズ | 日本選手権シリーズ |
|  |                        |         |                                                     |         |                  |              |                    |         |                    |                    |
|  |                        |         |                                                     |         |                  |              |                    |         |                    |                    |
|  |                        |         |                                                     |         |                  |              |                    |         |                    |                    |
|  |                        |         |                                                     |         |                  |              |                    |         |                    |                    |
|  |                        |         | （6戦4勝制＜含・アドバンテージ1＞) ナゴヤドーム     |         |                  |              |                    |         |                    |                    |
|  |                        |         |                                                     |         |                  |              |                    |         |                    |                    |
|  | 中日（セ優勝）         | ☆○○●○   |                                                     |         |                  |              |                    |         |                    |                    |
|  | 中日（セ優勝）         | ☆○○●○   | （3戦2勝制） 甲子園球場                             |         |                  |              |                    |         |                    |                    |
|  |                        |         | 巨人                                                | ★●●○●   |                  |              |                    |         |                    |                    |
|  | 阪神（セ2位）          | ●●      | 巨人                                                | ★●●○●   |                  |              |                    |         |                    |                    |
|  | 阪神（セ2位）          | ●●      | （7戦4勝制） ナゴヤドーム 千葉マリン                |         |                  |              |                    |         |                    |                    |
|  | 巨人（セ3位）          | ○○      |                                                     |         |                  |              |                    |         |                    |                    |
|  | 巨人（セ3位）          | ○○      |                                                     |         | 中日（セCS優勝） | ●○●○●△●      |                    |         |                    |                    |
|  |                        |         |                                                     |         | 中日（セCS優勝） | ●○●○●△●      |                    |         |                    |                    |
|  |                        |         |                                                     |         |                  |              | ロッテ（パCS優勝） | ○●○●○△○ |                    |                    |
|  |                        |         |                                                     |         |                  |              | ロッテ（パCS優勝） | ○●○●○△○ |                    |                    |
|  |                        |         | （6戦4勝制＜含・アドバンテージ1＞) 福岡ヤフードーム |         |                  |              |                    |         |                    |                    |
|  |                        |         |                                                     |         |                  |              |                    |         |                    |                    |
|  | ソフトバンク（パ優勝） | ☆●○○●●● |                                                     |         |                  |              |                    |         |                    |                    |
|  | ソフトバンク（パ優勝） | ☆●○○●●● | （3戦2勝制） 西武ドーム                             |         |                  |              |                    |         |                    |                    |
|  |                        |         | ロッテ                                              | ★○●●○○○ |                  |              |                    |         |                    |                    |
|  | 西武（パ2位）          | ●●      | ロッテ                                              | ★○●●○○○ |                  |              |                    |         |                    |                    |
|  | 西武（パ2位）          | ●●      |                                                     |         |                  |              |                    |         |                    |                    |
|  | ロッテ（パ3位）        | ○○      |                                                     |         |                  |              |                    |         |                    |                    |
|  | ロッテ（パ3位）        | ○○      |                                                     |         |                  |              |                    |         |                    |                    |

☆・★=クライマックスシリーズ・ファイナルのアドバンテージ1勝・1敗分

## 出場資格者
| 中日ドラゴンズ | 中日ドラゴンズ | 中日ドラゴンズ           |
| -------------- | -------------- | ------------------------ |
| 監督           | 66             | 落合博満                 |
| コーチ         | 80             | 森繁和（ヘッド）         |
| コーチ         | 85             | 辻発彦（総合）           |
| コーチ         | 76             | 近藤真市（投手）         |
| コーチ         | 72             | 田村藤夫（捕手）         |
| コーチ         | 75             | 石嶺和彦（打撃）         |
| コーチ         | 99             | 井上一樹（打撃）         |
| コーチ         | 73             | 苫篠誠治（外野守備走塁） |
| コーチ         | 84             | 早川和夫（野手）         |
| 投手           | 12             | 清水昭信                 |
| 投手           | 13             | 岩瀬仁紀                 |
| 投手           | 14             | 朝倉健太                 |
| 投手           | 17             | 川井雄太                 |
| 投手           | 19             | 吉見一起                 |
| 投手           | 20             | 中田賢一                 |
| 投手           | 21             | チェン                   |
| 投手           | 23             | 鈴木義広                 |
| 投手           | 29             | 山井大介                 |
| 投手           | 33             | 平井正史                 |
| 投手           | 34             | 山本昌                   |
| 投手           | 39             | 三瀬幸司                 |
| 投手           | 41             | 浅尾拓也                 |
| 投手           | 49             | マキシモ・ネルソン       |
| 投手           | 60             | 河原純一                 |
| 投手           | 61             | 久本祐一                 |
| 投手           | 67             | 髙橋聡文                 |
| 投手           | 69             | 小林正人                 |
| 捕手           | 00             | 前田章宏                 |
| 捕手           | 27             | 谷繁元信                 |
| 捕手           | 52             | 小田幸平                 |
| 捕手           | 65             | 小山桂司                 |
| 内野手         | 1              | 堂上直倫                 |
| 内野手         | 2              | 荒木雅博                 |
| 内野手         | 6              | 井端弘和                 |
| 内野手         | 25             | 新井良太                 |
| 内野手         | 30             | 森野将彦                 |
| 内野手         | 37             | 岩﨑恭平                 |
| 内野手         | 42             | トニ・ブランコ           |
| 内野手         | 46             | 岩﨑達郎                 |
| 内野手         | 50             | 中田亮二                 |
| 外野手         | 4              | 藤井淳志                 |
| 外野手         | 5              | 和田一浩                 |
| 外野手         | 8              | 平田良介                 |
| 外野手         | 9              | 野本圭                   |
| 外野手         | 24             | 英智                     |
| 外野手         | 32             | 大島洋平                 |
| 外野手         | 44             | 小池正晃                 |
| 外野手         | 51             | 中村一生                 |
| 外野手         | 63             | 堂上剛裕                 |

| 千葉ロッテマリーンズ | 千葉ロッテマリーンズ | 千葉ロッテマリーンズ             |
| -------------------- | -------------------- | -------------------------------- |
| 監督                 | 78                   | 西村徳文                         |
| コーチ               | 76                   | 青山道雄（外野守備兼総合ベンチ） |
| コーチ               | 71                   | 西本聖（投手兼バッテリーチーフ） |
| コーチ               | 75                   | 金森栄治（打撃兼野手チーフ）     |
| コーチ               | 74                   | 山中潔（バッテリー）             |
| コーチ               | 79                   | 井上祐二（ブルペン）             |
| コーチ               | 77                   | 吉鶴憲治（バッテリー補佐）       |
| コーチ               | 72                   | 上川誠二（内野守備走塁）         |
| コーチ               | 73                   | 諸積兼司（外野守備走塁）         |
| 投手                 | 11                   | 大嶺祐太                         |
| 投手                 | 12                   | 吉見祐治                         |
| 投手                 | 14                   | 大谷智久                         |
| 投手                 | 15                   | 上野大樹                         |
| 投手                 | 17                   | 成瀬善久                         |
| 投手                 | 19                   | 唐川侑己                         |
| 投手                 | 21                   | 内竜也                           |
| 投手                 | 27                   | 古谷拓哉                         |
| 投手                 | 28                   | 根本朋久                         |
| 投手                 | 29                   | 小野晋吾                         |
| 投手                 | 30                   | 伊藤義弘                         |
| 投手                 | 31                   | 渡辺俊介                         |
| 投手                 | 41                   | 小林宏                           |
| 投手                 | 44                   | ヘイデン・ペン                   |
| 投手                 | 46                   | 川越英隆                         |
| 投手                 | 48                   | 秋親                             |
| 投手                 | 49                   | 薮田安彦                         |
| 投手                 | 69                   | ビル・マーフィー                 |
| 捕手                 | 22                   | 里崎智也                         |
| 捕手                 | 39                   | 田中雅彦                         |
| 捕手                 | 43                   | 斉藤俊雄                         |
| 捕手                 | 67                   | 的場直樹                         |
| 内野手               | 2                    | 今岡誠                           |
| 内野手               | 6                    | 井口資仁                         |
| 内野手               | 7                    | 西岡剛                           |
| 内野手               | 8                    | 今江敏晃                         |
| 内野手               | 9                    | 福浦和也                         |
| 内野手               | 16                   | 塀内久雄                         |
| 内野手               | 32                   | 根元俊一                         |
| 内野手               | 40                   | 渡辺正人                         |
| 内野手               | 52                   | 金泰均                           |
| 内野手               | 58                   | 青野毅                           |
| 内野手               | 59                   | 細谷圭                           |
| 外野手               | 1                    | 清田育宏                         |
| 外野手               | 3                    | サブロー                         |
| 外野手               | 10                   | 大松尚逸                         |
| 外野手               | 25                   | 竹原直隆                         |
| 外野手               | 55                   | 神戸拓光                         |
| 外野手               | 65                   | 南竜介                           |
| 外野手               | 66                   | 岡田幸文                         |

## 試合結果
| 日付                                       | 試合   | ビジター球団（先攻） | スコア | ホーム球団（後攻）   | 開催球場             |
| ------------------------------------------ | ------ | -------------------- | ------ | -------------------- | -------------------- |
| 10月30日（土）                             | 第1戦  | 千葉ロッテマリーンズ | 5 - 2  | 中日ドラゴンズ       | ナゴヤドーム         |
| 10月31日（日）                             | 第2戦  | 千葉ロッテマリーンズ | 1 - 12 | 中日ドラゴンズ       | ナゴヤドーム         |
| 11月1日（月）                              | 移動日 | 移動日               | 移動日 | 移動日               | 移動日               |
| 11月2日（火）                              | 第3戦  | 中日ドラゴンズ       | 1 - 7  | 千葉ロッテマリーンズ | 千葉マリンスタジアム |
| 11月3日（水）                              | 第4戦  | 中日ドラゴンズ       | 4 - 3  | 千葉ロッテマリーンズ | 千葉マリンスタジアム |
| 11月4日（木）                              | 第5戦  | 中日ドラゴンズ       | 4 - 10 | 千葉ロッテマリーンズ | 千葉マリンスタジアム |
| 11月5日（金）                              | 移動日 | 移動日               | 移動日 | 移動日               | 移動日               |
| 11月6日（土）                              | 第6戦  | 千葉ロッテマリーンズ | 2 - 2  | 中日ドラゴンズ       | ナゴヤドーム         |
| 11月7日（日）                              | 第7戦  | 千葉ロッテマリーンズ | 8 - 7  | 中日ドラゴンズ       | ナゴヤドーム         |
| 優勝：千葉ロッテマリーンズ（5年ぶり4回目） |        |                      |        |                      |                      |

### 第1戦
- ●中日 2－5 ロッテ○（ナゴヤドーム）

|        | 1 | 2 | 3 | 4 | 5 | 6 | 7 | 8 | 9 | R | H  | E |
| ------ | - | - | - | - | - | - | - | - | - | - | -- | - |
| ロッテ | 0 | 1 | 2 | 0 | 0 | 1 | 1 | 0 | 0 | 5 | 13 | 0 |
| 中日   | 0 | 2 | 0 | 0 | 0 | 0 | 0 | 0 | 0 | 2 | 6  | 0 |

1. （中日0勝1敗）
2. ロ：○成瀬（5回）- H薮田（1回）- H内（1回）- H伊藤（1回）- S小林宏（1回）
3. 中：●吉見（3回）- 鈴木（2回）- 平井（2回）- 清水（2回）
4. 勝利：成瀬（1勝）
5. セーブ：小林宏（1S）
6. 敗戦：吉見（1敗）
7. 本塁打
ロ：清田1号（3回1点・吉見）、井口1号（7回1点・平井）
中：和田1号（2回1点・成瀬）、谷繁1号（2回1点・成瀬）
8. 審判
［球審］渡田（セ）
［塁審］中村（パ）、友寄（セ）、川口（パ）
［外審］杉永（セ）、津川（パ）
9. 開始：18時11分　有料入場者：38,066人　時間：3時間27分

- オーダー

| ロッテ | ロッテ | ロッテ   |
| 打順   | 守備   | 選手     |
| ------ | ------ | -------- |
| 1      | [遊]   | 西岡     |
| 2      | [中]左 | 清田     |
| 3      | [二]   | 井口     |
| 4      | [右]   | サブロー |
| 5      | [三]   | 今江     |
| 6      | [一]   | 金泰均   |
|        | 投     | 小林宏   |
| 7      | [左]   | 大松     |
|        | 走中   | 岡田     |
| 8      | [捕]   | 里崎     |
| 9      | [投]   | 成瀬     |
|        | 打     | 根元     |
|        | 投     | 薮田     |
|        | 投     | 内       |
|        | 打     | 田中     |
|        | 投     | 伊藤     |
|        | 一     | 塀内     |

| 中日 | 中日 | 中日     |
| 打順 | 守備 | 選手     |
| ---- | ---- | -------- |
| 1    | [遊] | 荒木     |
| 2    | [中] | 英智     |
|      | 打   | 野本     |
| 3    | [三] | 森野     |
| 4    | [左] | 和田     |
| 5    | [一] | ブランコ |
| 6    | [二] | 井端     |
|      | 投   | 清水     |
| 7    | [捕] | 谷繁     |
| 8    | [右] | 藤井     |
| 9    | [投] | 吉見     |
|      | 打   | 小池     |
|      | 投   | 鈴木     |
|      | 打   | 平田     |
|      | 投   | 平井     |
|      | 二   | 堂上直   |

- 試合経過

ロッテは2回表二死二塁から大松の適時二塁打で先制、その裏中日は和田と谷繁のソロ本塁打2本で逆転。ロッテは3回表、清田のソロ本塁打と今江の適時打で再び逆転すると、6回表には西岡の適時打、7回表には井口のソロ本塁打で5対2として勝利している。

### 第2戦
- ○中日 12－1 ロッテ●（ナゴヤドーム）

|        | 1 | 2 | 3 | 4 | 5 | 6 | 7 | 8 | 9 | R  | H  | E |
| ------ | - | - | - | - | - | - | - | - | - | -- | -- | - |
| ロッテ | 0 | 0 | 0 | 1 | 0 | 0 | 0 | 0 | 0 | 1  | 5  | 2 |
| 中日   | 4 | 3 | 3 | 0 | 0 | 2 | 0 | 0 | X | 12 | 14 | 0 |

1. （中日1勝1敗）
2. ロ：●マーフィー（1回1/3）- 小野（2回2/3）- 古谷（2回）- 吉見（2回）
3. 中：○チェン（6回）- 河原（0回2/3）- 三瀬（0回1/3）- 髙橋（1回）- 浅尾（0回2/3）- 岩瀬（0回1/3）
4. 勝利：チェン（1勝）
5. 敗戦：マーフィー（1敗）
6. 本塁打
中：ブランコ1号（6回2点・古谷）
7. 審判
［球審］津川（パ）
［塁審］杉永（セ）、中村（パ）、友寄（セ）
［外審］良川（パ）、笠原（セ）
8. 開始：18時10分　有料入場者：38,065人　時間：3時間23分

- オーダー

| ロッテ | ロッテ | ロッテ     |
| 打順   | 守備   | 選手       |
| ------ | ------ | ---------- |
| 1      | [遊]   | 西岡       |
| 2      | [左]   | 清田       |
| 3      | [二]   | 井口       |
| 4      | [右]   | サブロー   |
| 5      | [三]   | 今江       |
| 6      | [一]   | 金泰均     |
| 7      | [捕]   | 里崎       |
|        | 捕     | 的場       |
|        | 打     | 神戸       |
|        | 打     | 細谷       |
| 8      | [中]   | 岡田       |
| 9      | [投]   | マーフィー |
|        | 投     | 小野       |
|        | 打     | 青野       |
|        | 投     | 古谷       |
|        | 打     | 福浦       |
|        | 打     | 今岡       |
|        | 投     | 吉見       |

| 中日 | 中日   | 中日     |
| 打順 | 守備   | 選手     |
| ---- | ------ | -------- |
| 1    | [遊]   | 荒木     |
| 2    | [二]   | 井端     |
|      | 二     | 岩﨑達   |
| 3    | [三]一 | 森野     |
| 4    | [左]   | 和田     |
|      | 投     | 髙橋     |
|      | 投     | 浅尾     |
|      | 投     | 岩瀬     |
| 5    | [一]   | ブランコ |
|      | 三     | 堂上直   |
| 6    | [右]   | 野本     |
|      | 右     | 英智     |
| 7    | [捕]   | 谷繁     |
|      | 捕     | 小田     |
| 8    | [中]   | 大島     |
| 9    | [投]   | チェン   |
|      | 打     | 平田     |
|      | 投     | 河原     |
|      | 投     | 三瀬     |
|      | 左     | 小池     |

- 試合経過

中日は1回裏、和田の適時打、谷繁の押し出し四球、大島の2点適時二塁打で4点を先制、2回裏、和田の2点適時二塁打と野本の適時打で3点を追加7対0とし、3回裏にも荒木の適時打とブランコの2点適時打で10対0とした。ロッテも4回表に今江の適時打で1点を返すが、試合は12対1で中日が勝利し、ロッテの日本シリーズでの連勝は8でストップした。なお、現時点で中日が日本シリーズでこの球団の本拠地であるナゴヤドームで最後の勝利を挙げた試合でもある。

### 第3戦
- ○ロッテ 7－1 中日●（千葉マリンスタジアム）

|        | 1 | 2 | 3 | 4 | 5 | 6 | 7 | 8 | 9 | R | H  | E |
| ------ | - | - | - | - | - | - | - | - | - | - | -- | - |
| 中日   | 0 | 0 | 1 | 0 | 0 | 0 | 0 | 0 | 0 | 1 | 5  | 0 |
| ロッテ | 0 | 0 | 1 | 4 | 0 | 0 | 2 | 0 | X | 7 | 10 | 0 |

1. （ロッテ2勝1敗）
2. 中：●山井（3回2/3）- 鈴木（2回1/3）- 清水（2回）
3. ロ：○渡辺俊（9回）
4. 勝利：渡辺俊（1勝）
5. 敗戦：山井（1敗）
6. 審判
［球審］笠原（セ）
［塁審］良川（パ）、杉永（セ）、中村（パ）
［外審］渡田（セ）、川口（パ）
7. 開始：18時33分　有料入場者：26,923人　時間：2時間47分

- オーダー

| 中日 | 中日 | 中日     |
| 打順 | 守備 | 選手     |
| ---- | ---- | -------- |
| 1    | [遊] | 荒木     |
| 2    | [二] | 井端     |
| 3    | [三] | 森野     |
| 4    | [左] | 和田     |
| 5    | [一] | ブランコ |
| 6    | [指] | 中田亮   |
| 7    | [捕] | 谷繁     |
|      | 捕   | 小田     |
| 8    | [右] | 野本     |
| 9    | [中] | 大島     |

| ロッテ | ロッテ | ロッテ   |
| 打順   | 守備   | 選手     |
| ------ | ------ | -------- |
| 1      | [遊]   | 西岡     |
| 2      | [左]   | 清田     |
| 3      | [二]   | 井口     |
| 4      | [右]   | サブロー |
| 5      | [三]   | 今江     |
| 6      | [指]   | 福浦     |
| 7      | [一]   | 金泰均   |
|        | 一     | 塀内     |
| 8      | [捕]   | 里崎     |
| 9      | [中]   | 岡田     |

- 試合経過

3回表、中日は1死一、三塁から荒木の犠飛で先制、その裏ロッテはサブローの適時打で同点とし、4回裏には清田の満塁走者一掃適時三塁打と井口の適時二塁打で逆転し、5対1とした。7回裏、今江と福浦の連続犠飛で7対1とした。ロッテの先発の渡辺俊介は被安打5、1失点、97球で2005年の第2戦に次いで日本シリーズ2試合連続2度目の無四球完投勝利。日本シリーズで2試合連続の無四球完投勝利は史上初。シリーズで2度の無四球完投は史上3人目。

### 第4戦
- ●ロッテ 3－4 中日○（千葉マリンスタジアム）

|        | 1 | 2 | 3 | 4 | 5 | 6 | 7 | 8 | 9 | 10 | 11 | R | H  | E |
| ------ | - | - | - | - | - | - | - | - | - | -- | -- | - | -- | - |
| 中日   | 0 | 0 | 0 | 2 | 1 | 0 | 0 | 0 | 0 | 0  | 1  | 4 | 12 | 1 |
| ロッテ | 0 | 0 | 3 | 0 | 0 | 0 | 0 | 0 | 0 | 0  | 0  | 3 | 9  | 1 |

1. （ロッテ2勝2敗）
2. 中：山本昌（3回）- ネルソン（2回2/3）- 三瀬（0回0/3）- H河原（2回）- H浅尾（1回2/3）- ○髙橋（1回1/3）- S岩瀬（0回1/3）
3. ロ：唐川（3回1/3）- H古谷（0回1/3）- 小野（3回1/3）- H内（2回）- ●伊藤（2回）
4. 勝利：髙橋（1勝）
5. セーブ：岩瀬（1S）
6. 敗戦：伊藤（1敗）
7. 本塁打
ロ：井口2号（3回2点・山本昌）
8. 審判
［球審］川口（パ）
［塁審］渡田（セ）、良川（パ）、杉永（セ）
［外審］津川（パ）、友寄（セ）
9. 開始：18時16分　有料入場者：27,197人　時間：4時間41分

- オーダー

| 中日 | 中日   | 中日     |
| 打順 | 守備   | 選手     |
| ---- | ------ | -------- |
| 1    | [遊]   | 荒木     |
| 2    | [二]   | 井端     |
| 3    | [三]一 | 森野     |
| 4    | [左]   | 和田     |
| 5    | [一]   | ブランコ |
|      | 三     | 堂上直   |
| 6    | [指]   | 野本     |
| 7    | [右]   | 英智     |
| 8    | [捕]   | 小田     |
|      | 捕     | 谷繁     |
| 9    | [中]   | 大島     |

| ロッテ | ロッテ | ロッテ   |
| 打順   | 守備   | 選手     |
| ------ | ------ | -------- |
| 1      | [遊]   | 西岡     |
| 2      | [左]   | 清田     |
| 3      | [二]   | 井口     |
| 4      | [右]   | サブロー |
| 5      | [三]   | 今江     |
| 6      | [指]   | 今岡     |
|        | 打指   | 根元     |
|        | 打指   | 福浦     |
| 7      | [一]   | 金泰均   |
|        | 走一   | 塀内     |
|        | 打     | 細谷     |
| 8      | [捕]   | 里崎     |
| 9      | [中]   | 岡田     |
|        | 打     | 南       |

- 試合経過

ロッテが3回裏、西岡の適時二塁打と井口の2点本塁打で3点を先制。中日は4回表、和田の適時二塁打と野本の犠飛で2点を返し、続く5回表には井端の併殺打の間に三塁走者が帰って試合を振り出しに戻した。ここから試合は膠着状態に入り、両チームとも得点圏に走者を進めても決定打が出ないイニングが続き、9回を終わって3-3の同点で今シリーズ初の延長戦に突入した。ロッテは10回裏、一死満塁・一打サヨナラの好機を作ったが、福浦が三直併殺に倒れて無得点。対する中日は11回表二死二塁から大島が前進守備の中堅・岡田の頭上を越える適時三塁打を放って勝ち越し、その裏を髙橋・岩瀬が抑えて長時間の試合に決着をつけた。両チーム先発の唐川・山本昌はともにピリッとしない投球内容で、唐川は3回1/3で2失点、山本昌は3回3失点でそれぞれ降板。両チームともに早いイニングから継投に入ったが、2番手以降の投手が踏ん張りを見せて緊迫感の漲る試合を演出した。なお中日先発の山本昌は日本シリーズ出場選手の最高齢記録を更新し、また4時間41分の試合時間はシリーズ史上3番目（第4戦終了当時）となる長時間試合。ロッテは千葉マリンスタジアムを本拠地とした1992年以降、同球場での日本シリーズ初の敗戦。なお山本昌は、この試合でも勝ち投手になることはできず日本シリーズで勝ち投手になる事は一度もできなかった。

### 第5戦
- ○ロッテ 10－4 中日●（千葉マリンスタジアム）

|        | 1 | 2 | 3 | 4 | 5 | 6 | 7 | 8 | 9 | R  | H  | E |
| ------ | - | - | - | - | - | - | - | - | - | -- | -- | - |
| 中日   | 1 | 0 | 0 | 0 | 0 | 1 | 0 | 2 | 0 | 4  | 8  | 1 |
| ロッテ | 4 | 0 | 0 | 2 | 3 | 0 | 1 | 0 | X | 10 | 15 | 0 |

1. （ロッテ3勝2敗）
2. 中：●中田賢（5回）- 清水（2回）- 久本（1回）
3. ロ：○ペン（5回1/3）- 古谷（0回2/3）- 薮田（1回）- 吉見（1回）- 小林宏（1回）
4. 勝利：ペン（1勝）
5. 敗戦：中田賢（1敗）
6. 本塁打
中：ブランコ2号（8回2点・吉見）
ロ：サブロー1号（4回2点・中田賢）
7. 審判
［球審］友寄（セ）
［塁審］津川（パ）、渡田（セ）、良川（パ）
［外審］笠原（セ）、中村（パ）
8. 開始：18時30分　有料入場者：27,209人　時間：3時間22分

- オーダー

| 中日 | 中日   | 中日     |
| 打順 | 守備   | 選手     |
| ---- | ------ | -------- |
| 1    | [遊]   | 荒木     |
| 2    | [中]   | 大島     |
| 3    | [三]一 | 森野     |
| 4    | [左]   | 和田     |
|      | 二     | 岩﨑達   |
| 5    | [一]   | ブランコ |
|      | 捕     | 小田     |
| 6    | [指]   | 野本     |
| 7    | [捕]   | 谷繁     |
|      | 左     | 堂上剛   |
| 8    | [右]   | 英智     |
|      | 右     | 藤井     |
|      | 打     | 中田亮   |
| 9    | [二]三 | 堂上直   |

| ロッテ | ロッテ | ロッテ   |
| 打順   | 守備   | 選手     |
| ------ | ------ | -------- |
| 1      | [遊]   | 西岡     |
| 2      | [左]   | 清田     |
| 3      | [二]   | 井口     |
| 4      | [右]   | サブロー |
| 5      | [三]   | 今江     |
| 6      | [指]   | 福浦     |
| 7      | [一]   | 金泰均   |
|        | 走一   | 塀内     |
| 8      | [捕]   | 里崎     |
| 9      | [中]   | 岡田     |

- 試合経過

中日は1回表一死二・三塁から和田の犠飛で先制するが、ロッテがその裏、一死満塁から今江の2点適時二塁打を皮切りに3連続適時打で4点を奪い、逆転に成功。4回裏にはサブローの2点本塁打、5回裏には西岡の犠飛と清田の2点適時打で追加点を重ね、先発全員安打の15安打10得点。試合の前半で大勢を決めた。ロッテの先発ペンは立ち上がりに失点したが、5回1/3を2失点にとどめ、その後は大量リードをバックに4投手の継投でまとめた。中日はレギュラーシーズンからほぼ1ヵ月ぶりの先発となった中田賢が5回で被安打13、9失点の大炎上。打線も先制しながらロッテの投手陣を攻めあぐね、6回表にブランコの適時二塁打、8回表には再びブランコが2点本塁打を放ったものの、反撃もここまで。ロッテは5年ぶりの日本一に王手をかけた。またロッテの清田は5回裏の2点適時打で今シリーズ通算6打点とし、上川誠二（1982年・中日、ロッテコーチ）以来となる新人選手の最多打点記録に並んだ。

### 第6戦
- △中日 2－2 ロッテ△（ナゴヤドーム）

延長15回・規定により引き分け
|        | 1 | 2 | 3 | 4 | 5 | 6 | 7 | 8 | 9 | 10 | 11 | 12 | 13 | 14 | 15 | R | H  | E |
| ------ | - | - | - | - | - | - | - | - | - | -- | -- | -- | -- | -- | -- | - | -- | - |
| ロッテ | 1 | 0 | 0 | 0 | 0 | 0 | 0 | 1 | 0 | 0  | 0  | 0  | 0  | 0  | 0  | 2 | 8  | 1 |
| 中日   | 1 | 0 | 0 | 0 | 0 | 1 | 0 | 0 | 0 | 0  | 0  | 0  | 0  | 0  | 0  | 2 | 11 | 0 |

1. （中日2勝3敗1分）
2. ロ：成瀬（6回）- 内（2回）- H伊藤（1回）- H薮田（1回2/3）- 古谷（0回0/3）- H小野（2回1/3）- 小林宏（2回）
3. 中：チェン（7回）- 浅尾（2回）- H髙橋（1回2/3）- H河原（0回1/3）- H岩瀬（1回）- Hネルソン（2回）- 久本（1回）
4. 審判
［球審］中村（パ）
［塁審］笠原（セ）、津川（パ）、渡田（セ）
［外審］川口（パ）、杉永（セ）
5. 開始：18時11分　有料入場者：38,094人　時間：5時間43分

- オーダー

| ロッテ | ロッテ | ロッテ   |
| 打順   | 守備   | 選手     |
| ------ | ------ | -------- |
| 1      | [遊]   | 西岡     |
| 2      | [左]中 | 清田     |
| 3      | [二]   | 井口     |
| 4      | [右]   | サブロー |
| 5      | [三]   | 今江     |
| 6      | [一]   | 金泰均   |
|        | 投     | 小林宏   |
| 7      | [捕]   | 里崎     |
| 8      | [中]   | 岡田     |
|        | 打     | 今岡     |
|        | 中     | 南       |
|        | 打     | 福浦     |
|        | 左     | 神戸     |
| 9      | [投]   | 成瀬     |
|        | 打     | 青野     |
|        | 投     | 内       |
|        | 投     | 伊藤     |
|        | 打     | 細谷     |
|        | 投     | 薮田     |
|        | 投     | 古谷     |
|        | 投     | 小野     |
|        | 一     | 塀内     |

| 中日 | 中日   | 中日     |
| 打順 | 守備   | 選手     |
| ---- | ------ | -------- |
| 1    | [遊]   | 荒木     |
| 2    | [二]   | 井端     |
| 3    | [三]一 | 森野     |
| 4    | [左]   | 和田     |
| 5    | [一]   | ブランコ |
|      | 三     | 堂上直   |
| 6    | [捕]   | 谷繁     |
| 7    | [右]   | 小池     |
|      | 投     | 髙橋     |
|      | 投     | 河原     |
|      | 打     | 岩﨑達   |
|      | 投     | 岩瀬     |
|      | 投     | ネルソン |
|      | 投     | 久本     |
|      | 打     | 堂上剛   |
|      | 走     | 平田     |
| 8    | [中]右 | 英智     |
|      | 打右   | 野本     |
| 9    | [投]   | チェン   |
|      | 打     | 中田亮   |
|      | 投     | 浅尾     |
|      | 中     | 大島     |

- 試合経過

ロッテが1回表二死二塁からサブローの適時打で先制するが、中日はその裏一死二塁から森野の適時二塁打で同点に追いつく。2回以降は両チーム先発の成瀬・チェンがともに素晴らしい投球で好機が作れないままイニングが進んだが、中日は6回裏一死一・二塁からブランコの適時二塁打で勝ち越しに成功。8回から勝利の方程式に入った中日だったが、2番手の浅尾が8回表二死二塁からサブローに同点適時打を許し、第4戦に次いで今シリーズ2度目の延長戦に突入。中日は10回裏から14回裏まで5イニング連続で得点圏に走者を進めたものの、薮田らロッテのリリーフ陣の粘りや送りバント失敗などのミスでいずれも得点を挙げられなかった。ロッテも11回表に勝ち越しの好機を迎えたが活かせず、試合が均衡状態のまま結局延長15回引き分けに終わり、優勝の行方は第7戦以降にもつれ込むこととなった。
日本シリーズの引き分け試合は1986年第1戦（西武 2-2 広島）以来24年ぶり史上7度目(平成では初)。また5時間43分の試合時間はシリーズ最長時間試合の、延長15回はシリーズ最長補回試合の、両チーム出場選手合計44名はシリーズ一試合での出場選手のいずれも新記録。中日の16残塁、両チーム合計24残塁はいずれもシリーズタイ記録。また延長戦の制度が1987年以後の「時間無制限・第7戦まで延長18回（ナイターは15回）まで」というルール改正がなされてから、延長制限イニングを全うしたのは今回が初となった。また、これ以降シリーズは13回以降に突入したことはなく、2018年からは延長12回に短縮された。

### 第7戦
- ●中日 7－8 ロッテ○（ナゴヤドーム）

|        | 1 | 2 | 3 | 4 | 5 | 6 | 7 | 8 | 9 | 10 | 11 | 12 | R | H  | E |
| ------ | - | - | - | - | - | - | - | - | - | -- | -- | -- | - | -- | - |
| ロッテ | 2 | 0 | 0 | 1 | 3 | 0 | 1 | 0 | 0 | 0  | 0  | 1  | 8 | 16 | 0 |
| 中日   | 3 | 1 | 2 | 0 | 0 | 0 | 0 | 0 | 1 | 0  | 0  | 0  | 7 | 13 | 1 |

1. （中日2勝4敗1分）
2. ロ：渡辺俊（2回）- 小野（1回）- 薮田（2回）- H内（3回）- 小林宏（2回）- ○伊藤（2回）
3. 中：吉見（4回）- 河原（1回）- ネルソン（2回）- 髙橋（1回）- ●浅尾（3回2/3）- 岩瀬（0回1/3）
4. 勝利：伊藤（1勝1敗）
5. 敗戦：浅尾（1敗）
6. 審判
［球審］杉永（セ）
［塁審］川口（パ）、笠原（セ）、津川（パ）
［外審］友寄（セ）、良川（パ）
7. 開始：18時11分　有料入場者：38,075人　時間：4時間56分

- オーダー

| ロッテ | ロッテ | ロッテ   |
| 打順   | 守備   | 選手     |
| ------ | ------ | -------- |
| 1      | [遊]   | 西岡     |
| 2      | [左]   | 清田     |
| 3      | [二]   | 井口     |
| 4      | [右]   | サブロー |
| 5      | [三]   | 今江     |
| 6      | [一]   | 金泰均   |
|        | 投     | 小林宏   |
|        | 投     | 伊藤     |
| 7      | [捕]   | 里崎     |
| 8      | [中]   | 岡田     |
| 9      | [投]   | 渡辺俊   |
|        | 投     | 小野     |
|        | 打     | 根元     |
|        | 投     | 薮田     |
|        | 打     | 神戸     |
|        | 投     | 内       |
|        | 一     | 塀内     |

| 中日 | 中日 | 中日     |
| 打順 | 守備 | 選手     |
| ---- | ---- | -------- |
| 1    | [遊] | 荒木     |
| 2    | [中] | 大島     |
| 3    | [三] | 森野     |
|      | 三   | 堂上直   |
|      | 打   | 平田     |
|      | 三   | 岩﨑達   |
| 4    | [左] | 和田     |
| 5    | [一] | ブランコ |
| 6    | [右] | 野本     |
| 7    | [捕] | 谷繁     |
| 8    | [二] | 井端     |
| 9    | [投] | 吉見     |
|      | 投   | 河原     |
|      | 打   | 堂上剛   |
|      | 投   | ネルソン |
|      | 打   | 中田亮   |
|      | 投   | 髙橋     |
|      | 投   | 浅尾     |
|      | 投   | 岩瀬     |
|      | 打   | 藤井     |

- ベンチ入り
  - ロ： - 投手：吉見、内、古谷、小野、伊藤、小林宏、薮田、マーフィー
  - 野手：的場、今岡、福浦、塀内、根元、青野、神戸、南
  - 中： - 投手：岩瀬、鈴木、三瀬、浅尾、ネルソン、河原、久本、髙橋
  - 野手：小田、堂上直、岩﨑達、中田亮、藤井、平田、英智、堂上剛

- 試合経過

ロッテが1回表、井口の適時打・サブローの犠飛で2点を先制したが、中日がその裏に森野・野本の適時打と谷繁の犠飛で3点を奪い、逆転した。2回裏には大島の適時打、3回裏にも荒木の犠飛と大島の適時打で4点リードとし、試合の主導権を握った。しかし、ロッテは4回表に岡田の適時打で1点を返すと、5回表には中日2番手の河原を攻略し、今江の適時打と里崎の2点同点適時打で同点に追い付いた。
7回表には2死から安打と和田の悪送球、ネルソンの暴投で三塁まで進んだ今江を、金泰均の勝ち越し適時打で返し、勝ち越しに成功。ロッテは9回裏に守護神・小林宏を投入するが、後のない中日は先頭の和田が左中間を破る三塁打を放つと続くブランコが同点犠飛を放ち試合を振り出しに戻し、2試合連続となるシリーズ3度目の延長戦に突入した。中日は9回表から登板していた5番手・浅尾が踏ん張ったが、12回表ロッテは先頭の今江が四球で出塁、投手伊藤の犠打で二塁に進め、二死後岡田が勝ち越しとなる適時三塁打を放った。ロッテは伊藤がこの裏も登板、最後は代打藤井を遊ゴロに打ち取り、2005年以来5年ぶり4度目の日本一となり、史上最大の下剋上が完成した。
敗れた中日はセリーグ1位のプライドをかけ果敢に激闘を演じたが前回シリーズ1974年のリベンジを果たすことができなかった。また中日はこれまで1982年の日本シリーズ及び2004年の日本シリーズでもパ・リーグ年間総合勝率順位2位以下のチーム相手にシリーズ敗退となっており、今回の敗退で12球団最多の3度目となった。
翌年のオープン戦からはボールカウントが「BSO」の順に変更されたため、この試合は「SBO」の順で実施された最後のゲームになった。

## 表彰選手
- 最高殊勲選手賞　今江敏晃（千葉ロッテ）-打率.444（27打数12安打）、6打点で2005年に次いで2度目のMVP受賞。シリーズ通算3度目の1試合4安打は史上初。
- 敢闘選手賞　和田一浩（中日）-第1戦で成瀬から同点本塁打、第4戦で唐川からタイムリー二塁打など6打点。打率.414（29打数12安打）。
- 優秀選手賞　内竜也（ロッテ）-4試合に登板し、7回無失点、13奪三振、3ホールドを挙げる活躍。
- 優秀選手賞　清田育宏（ロッテ）-新人のシリーズタイ記録となる6打点。第1戦で吉見から1958年の長嶋茂雄（巨人）以来となる新人のシリーズ初戦本塁打を記録。打率.333（30打数10安打）。
- 優秀選手賞　大島洋平（中日）-第4戦延長11回の決勝タイムリー三塁打と、第6戦延長11回、里崎の打球を好捕するファインプレー。打率.391（23打数9安打）、5打点。

## テレビ・ラジオ放送

### テレビ放送
地上波放送については、第1・2・5戦の全国中継が行われなかった。日本シリーズの地上波全国中継のない試合が出た事例は、テレビ放送のネットワークが確立された1960年代以降では初めてである。また、地上波での全国中継がない試合についてはNHK衛星第1テレビ及びJ sports 2で補完された。なお岩手県・宮城県・福島県を除き、アナログ放送での中継は本大会が最後となった。

#### 放送日程
第1戦（10月30日）
- テレビ愛知（TVA）≪テレビ大阪（TVO）との2局ネット≫
  - 放送時間：TVA 18:30 - 21:00（※21:00以降はレギュラー番組との2画面で放送を継続）、TVO 19:00 - 20:54（※延長なし）
- NHK衛星第1
  - 放送時間：18:00 - 21:50（※試合終了まで放送、NHK BSニュース挿入あり）
- J sports 2（制作：J SPORTS、テレビ愛知）
  - 放送時間：18:00 - 21:52

第2戦（10月31日）
- 東海テレビ（THK）≪中京広域圏ローカル≫
  - 放送時間：19:00 - 20:54（※延長なし）
- NHK衛星第1
  - 放送時間：18:00 -（※試合終了まで放送、NHK BSニュース挿入あり）
  - 日本国外向けのNHKワールド・プレミアムでも同時放送（※18:10から試合終了まで放送、NHKニュース7による中断あり）
- J sports 2
  - 放送時間：18:00 -（※試合終了まで放送）

第3戦（11月2日）
- テレビ朝日（EX）≪テレビ朝日系列[注 6]≫
  - 放送時間：18:21 - 21:48（※延長なし）
  - 後続のニュース番組『報道ステーション』の中でも継続して中継した。
  - スカイ・A sports+でも翌0:15より録画中継
- NHK衛星第1
  - 放送時間：18:15 -（※試合終了まで放送、NHK BSニュース挿入あり）

第4戦（11月3日）
- テレビ東京（TX）≪テレビ東京系列[注 7]≫
  - 放送時間：18:00 - 23:19（※145分延長、KBS京都は19:00 - ）
- NHK衛星第1 
  - 放送時間：18:00 - 23:08（※試合終了まで放送、NHK BSニュース挿入あり）
  - 日本国外向けのNHKワールド・プレミアムでも同時放送（18:10 - 21:00まで放送、NHKニュース7による中断あり）

第5戦（11月4日）
- 千葉テレビ（CTC）≪三重テレビ（MTV）との2局ネット≫
  - 放送時間：CTC 18:15 - 22:13（※2分短縮）、MTV 18:15 - 22:15（※延長なし）
- 中部日本放送（CBC）≪中京広域圏ローカル≫
  - 放送時間：19:00 - 20:54（※延長なし）
- NHK衛星第1
  - 放送時間：18:15 -（※試合終了まで放送、NHK BSニュース挿入あり）
- J sports 2
  - 放送時間：18:00 -（※試合終了まで放送）

第6戦（11月6日）
- 東海テレビ（THK）≪フジテレビ/FNN・FNS系列[注 8]≫
  - 放送時間：18:00 - 翌0:04（※190分延長）[注 9]
  - フジテレビONEでも翌0:10より録画中継（プロ野球ニュースを試合終了まで延長したため20分繰り下げ）

第7戦（11月7日）
- 東海テレビ（THK）≪フジテレビ/FNN・FNS系列[注 10]≫
  - 放送時間：18:00 - 23:14（※140分延長）[注 11]
  - フジテレビONEでも23:50より録画中継

※視聴率は（ビデオリサーチ調べ）、第1戦は17%（名古屋）。 第2戦は17%（名古屋）。第3戦は6.8%（関東）、13.9%（名古屋）。第4戦（19時以降）は9.7%（関東）、16.2%（名古屋）。第5戦は16.5%（名古屋）。第6戦は18.9%（関東）、32%（名古屋）。第7戦は20.6%（関東）、34.6%（名古屋）だった。

### ラジオ中継
上述の通り、この年地上波テレビ３試合が全国中継されない異常事態となったが、NHKラジオ第1、TBSラジオ、文化放送、ニッポン放送は全試合放送された。又、東海地区ではCBCラジオ、東海ラジオで放送された。
この年より読売ジャイアンツの不出場によりラジオ日本が放送せず。以後読売ジャイアンツ不出場の年は放送していない。
第1戦：10月30日
- NHKラジオ第1≪全国放送・全試合途中ニュース中断あり≫[5]… 実況：坂梨哲士、解説：大島康徳
- TBSラジオ≪JRNネット・CBCラジオ制作≫… 実況：水分貴雅（CBCラジオ）、解説：山田久志
- 文化放送（QR)≪自社制作≫…実況：松島茂、解説：東尾修、ゲスト解説：工藤公康
- ニッポン放送（LF）≪全試合自社制作≫…実況：松本秀夫、解説：江本孟紀

第2戦：10月31日
- NHKラジオ第1… 実況：森中直樹、解説：山本和行
- TBSラジオ…≪JRNネット・CBCラジオ制作≫… 実況：角上清司（CBCラジオ）、解説：小松辰雄
- 文化放送…≪NRNネット・東海ラジオ制作≫…実況：森貴俊（東海ラジオ）、解説：宇野勝
- ニッポン放送…実況：師岡正雄、解説：田尾安志

第3戦：11月2日
- NHKラジオ第1… 実況：道谷眞平、解説：鈴木啓示
- TBSラジオ≪自社制作≫…解説：緒方耕一、ゲスト解説：金子千尋
- 文化放送≪自社制作≫…解説：大塚光二、ゲスト解説：潮崎哲也
- ニッポン放送…実況：山内宏明、解説：大矢明彦

第4戦：11月3日
- NHKラジオ第1… 実況：小野塚康之、解説：今中慎二
- TBSラジオ≪自社制作≫… 解説：佐々木主浩、ゲスト解説：木佐貫洋
- 文化放送≪自社制作≫…解説：笘篠賢治、ゲスト解説：豊田清
- ニッポン放送…実況：山田透、解説：若松勉

第5戦：11月4日
- NHKラジオ第1… 実況：福澤浩行、解説：村田兆治
- TBSラジオ…≪自社制作≫ 解説：川口和久
- 文化放送≪自社制作≫…解説：東尾修、ゲスト解説：松井稼頭央
- ニッポン放送…実況：松本秀夫、解説：黒木知宏

第6戦：11月6日
- NHKラジオ第1… 実況：冨坂和男、解説：与田剛
- TBSラジオ… ≪JRNネット・CBCラジオ制作≫… 実況：伊藤敦基（CBCラジオ）、解説：彦野利勝
- 文化放送≪NRNネット・東海ラジオ制作≫…実況：村上和宏（東海ラジオ）、解説：権藤博
- ニッポン放送…実況：煙山光紀、解説：川崎憲次郎

第7戦：11月7日
- NHKラジオ第1…実況：小野塚康之、解説：今中慎二
- TBSラジオ… ≪JRNネット・CBCラジオ制作≫… 実況：高田寛之（CBCラジオ）、解説：小松辰雄
- 文化放送≪自社制作≫…実況：飯塚治、解説：山崎裕之
- ニッポン放送…実況：師岡正雄、解説：達川光男

## 始球式
本大会の始球式には中日、ロッテ両チームに関係する人物（OB、監督経験者ら）が登板していた。
- 第1戦では、中日OBで1978年から1980年まで3年間中日の監督を務めた中利夫が、1954年日本一当時のホーム用ユニフォーム姿で登板した。
- 第3-5試合はそれぞれロッテの日本一に輝いた当時の主力選手・監督らが登板した。
  - 第3戦では、ロッテ監督を2度務め、1974年に日本一に導いた金田正一が名球会のブレザー姿で始球式を行った。
  - 第4戦では、ロッテOBで1974年日本一当時のメンバーであり、現役引退後の1987年から3年間監督も務めた有藤通世が、オリオンズ時代のホーム用ユニフォーム姿で登場、背番号は現役時代に着けていた「8」であった[注 13]。
  - 第5戦の始球式もロッテOB、90年代後半から2000年代初めのエース投手・黒木知宏が務めた[注 14]。